# ティニーシャ・ケリー
ティニーシャ・ケリー（Tynisha Keli、1985年7月28日 - ）は、アメリカのポップ・R&B歌手。マサチューセッツ州フォールリバーで生まれ、ニューベッドフォードで育った。
母国よりも日本で成功している。彼女のデビュー・アルバム『クロニクル・オブ・TK』は2009年に日本先行リリースされた。同アルバムは日本のチャートで最高15位を記録し、アルバムからシングルカットされた「Shatter'd」は日本のビルボードチャートHot100で最高6位に入った。代表曲はリコ・ラヴがプロデュースした「I Wish You Loved Me」（2007年）。

## 生い立ち
幼くして父親を亡くしたため、兄弟の面倒は彼女が見ており幼少期は大変苦労した。その中で唯一の心の支えとなったのが音楽であり、母親が聴いていたルーサー・ヴァンドロス、 JODECI、テヴィン・キャンベルなどのソウルミュージックやR&Bを知り、音楽で感情を表現できると思い歌手を志す。

## 経歴

### 1999年 - 2002年
1999年にマーキー・マーク&ザ・ファンキー・バンチのメンバーであったスコット・ロス（別名スコッティ・ジー）と出会い彼の下でキャリアを開始する。2002年にガールズ・ポップ・グループ「ガールズ・ソサエティ (Gyrlz Society)」のメンバーとしてMCAレコードからデビュー。しかし、アルバム発表前に早くも解散。R&B色の強い作品を望んだ彼女はソロ活動を開始する。

### 2002年 - 現在
自ら立ち上げたMySpace上にアップしたコーナボーイズ (Tha Cornaboyz)のプロデュースによる「I Wish You Loved Me」がラジオ局のディレクターの耳にとまり、ラジオチャートの上位に食い込む。これがきっかけとなりソングライター兼音楽プロデューサーのカーラ・ディオガルディの目に留まり、彼女がワーナー・ブラザースのA&R部門のトップでもあったことから、ワーナー・ブラザースと契約する。
2009年、デビュー・アルバム『クロニクル・オブ・TK』をリリース。3月7日に初来日し、渋谷O-EASTで行われたイベント「HOLLA! MUSIC JAM」などに出演。日本では4月に先行リリースされたが、CDデビュー前に着うたが1位を獲得していたことが話題を集めた。日本盤のCDジャケットではファッションモデルの佐々木希が衣装やアクセサリーを選んだ。
同年齢の日本の女性歌手、BENIとコラボレーションし、ブランディ&モニカの1997年のヒット曲「ザ・ボーイ・イズ・マイン」をカバー。それぞれがメインを務める2バージョンが制作され、ケリー版は8月5日から着うたで配信された。

## ディスコグラフィ

### スタジオ・アルバム
- 『クロニクル・オブ・TK』 - The Chronicles Of TK (2009年、Warner Bros.)
- 『ザ・フィフス・エレメント』 - The 5th Element (2010年、Warner Bros.)

### シングル
- "I Wish You Loved Me" (2008年)
- "Shatter'd" (2009年)
- "Next Time" (2010年)
- "Love Hurts" (2010年)
- "The Right Way" (2010年)
- "Inhale Exhale" (2015年)
- "Romeo & Juliet" (2015年)
- "Forget It All" (2016年)
- "Sleeping Alone" (2017年)
- "I Got You Babe" (2018年)
- "Writings on the Wall" (2020年)